# Paraminutanemertes minutus
Paraminutanemertes minutus är en djurart som tillhör fylumet slemmaskar, och som först beskrevs av Friedrich 1935.  Paraminutanemertes minutus ingår i släktet Paraminutanemertes och familjen Tetrastemmatidae. Inga underarter finns listade i Catalogue of Life.